# Bouayyad Soufyane
Soufyane Bouayyad est un joueur marocain de billard, né le 11 mai 1990 à Meknès, Maroc.

## Biographie
Le club où s'entraîne Bouayyad Soufyane est Facebook café de Casablanca.

### Débuts
Bouayyad Soufyane a grandi et vit toujours à Casablanca, à l'ouest du Maroc.

### Victoires et ranking
Classé numéro 5 national
- Demi-finale championnat national 2010
- 8e de final championnat international 2011 (Marrakech)
- Final championnat national 2011 (Casablanca)